# 切斯特 (南卡罗来纳州)
切斯特，是美国南卡罗来纳州下属的一座城市。城市类型是。其面积大约为3.27平方英里（8.46平方公里）。根据2010年美国人口普查，该市有人口5,607人，人口密度约为每平方英里1,716.25人（约合每平方公里662.67人）。